# معايير المجلس الأمريكي لتعليم اللغات الأجنبية
معايير المجلس الأمريكي لتعليم اللغات الأجنبية بالانكليزية (ACTFL) هي امتحان معياري للغات ظهر في عام 1986.

## نبذة
هذه المعيار يستند إلى معايير FSI و ILR وعليه قبول دولي كبير لأنه استطاع أن يقدّم مبادئ وتصورات دقيقة وعلمية قابلة للقياس تتوافق مع العديد من اللغات ومن بينها العربية، وتستند إلى:
- المحتوى والمضمون.
- الدقة اللغوية.
- النص اللغوي.
- الوظائف اللغوية.